# Conrad Nagel
Conrad Nagel (Keokuk (Iowa), 16 de març de 1897– Nova York, 24 de febrer de 1970, va ser un actor de cinema, teatre i televisió. Entre les pel·lícules més destacades en que va participar hi ha “London After Midnight” (1927), “The Kiss” (1929) i “The Divorcee” (1930). Va ser un dels actors fundadors de l'Acadèmia de les Arts i les Ciències Cinematogràfiques de Hollywood de la que va ser president entre 1932 i 1933.

## Biografia

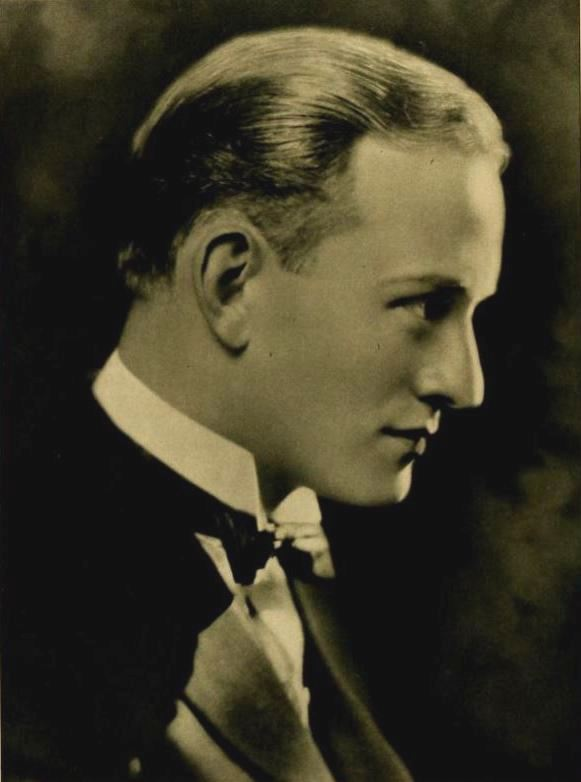
Retrat del 1922

Nagel era fill de Frank Nagel, music i de Frances Murphy, cantant. Amb la idea de ser arquitecte inicialment es va matricular en cursos d’art a Iowa. Va estudiar oratòria al Highland Park College on el seu pare era el degà del departament de música. Després de graduar-se el 1914 va fer diferents feines com paleta o conserge d’hotel i va començar a actuar per una companyia de Des Moines per cinc dòlars a la setmana. El 1916 treballava en el món del vodevil en cercles de Nova York i més tard aconseguí alguns papers a Broadway. Després del seu pas per marina amb el USS Seattle durant la Primera Guerra Mundial, tornà al mon del teatre amb un petit paper a Broadway en l’obra “Forever After” en la temporada 1918-19. Aquell mateix any va fer el seu debut cinematogràfic a “Little Women” (1919) i el seu primer paper important reconegut fou com a partenaire d’Anna Q. Nilsson a “The Fighting Chance” (1920). Tot i que tingué una llarga carrera de 40 anys, aquesta mai va ser gaire valorada. El juny de 1919 es va casar amb Ruth Emily Helms amb qui tingué una filla. Més tard es casaria amb Lynn Merrick i posteriorment amb Michele Coulson. El 1927 va signar un contracte per a la Warner, companyia amb qui romangué fins al 1939. Amb l’arribada del sonor, la seva bona dicció el permeté tenir moltes ofertes com a actor o narrador, com a "The Terror " (1928).
Fora de la pantalla va ser co-fundador de l’Acadèmia de Hollywood i del Sindicat d'Actors de Cinema i treballà per a la Motion Picture Relief Fund, feina per la que fou reconegut amb un Oscar honorífic de l’Acadèmia. Més tard retornà a Broadway però també intervingué en multitud de programes de ràdio i televisió.

## Filmografia

### Cinema mut
- Little Women (1918)
- The Lion and the Mouse (1919)
- The Redhead (1919)
- Romeo's Dad (1919)
- The Fighting Chance (1920)
- Unseen Forces (1920)
- Midsummer Madness (1920)
- What Every Woman Knows (1921)
- The Lost Romance (1921)
- Sacred and Profane (1921)
- Fool's Paradise (1921)
- Forbidden Fruit (1921)
- Hate (1922)
- Saturday Night (1922)
- The Ordeal (1922)
- Nice People (1922)
- The Impossible Mrs. Bellew (1922)
- Singed Wings (1922)
- Grumpy (1923)
- Bella Donna (1923)
- Lawful Larceny (1923)
- The Rendezvous (1923)
- Name the Man (1924)
- Three Weeks (1924)
- The Rejected Woman (1924)
- Tess of the D'Urbervilles (1924)
- Sinners in Silk (1924)
- Married Flirts (1924)
- The Snob (1924)
- So This Is Marriage? (1924)
- Excuse Me (1925)
- Cheaper to Marry (1925)
- Pretty Ladies (1925)
- Sun-Up (1925)
- The Only Thing (1925)
- Lights of Old Broadway (1925)
- Dance Madness (1926)
- Memory Lane (1926)
- The Exquisite Sinner (1926)
- The Waning Sex (1926)
- There You Are! (1926)
- Tin Hats (1926)
- Heaven on Earth (1927)
- Slightly Used (1927)
- Quality Street (1927)
- The Girl from Chicago (1927)
- London After Midnight (1927)
- If I Were Single (1927)
- Tenderloin' (1928)
- The Crimson City (1928)
- Glorious Betsy (1928)
- Diamond Handcuffs (1928)
- The Michigan Kid (1928)
- The Mysterious Lady (1928)
- The Kiss (1929)

### Cinema sonor
- State Street Sadie (1928)
- Caught in the Fog (1928)
- The Terror (1928, narrador)
- Red Wine (1928)
- The Redeeming Sin (1929)
- Kid Gloves (1929)
- The Idle Rich (1929)
- The Thirteenth Chair (1929)
- The Sacred Flame (1929)
- Dynamite (1929)
- The Ship from Shanghai (1930)
- Second Wife (1930)
- Redemption (1930)
- The Divorcee (1930)
- One Romantic Night (1930)
- Numbered Men (1930)
- A Lady Surrenders (1930)
- Du Barry, Woman of Passion (1930)
- Today (1930)
- Free Love (1930)
- The Right of Way (1931)
- East Lynne (1931)
- The Bad Sister (1931)
- Three Who Loved (1931)
- Son of India (1931)
- The Reckless Hour (1931)
- The Pagan Lady (1931)
- Hell Divers (1931)
- The Man Called Back (1932)
- Divorce in the Family (1932)
- Kongo  (1932)
- Fast Life (1932)
- The Constant Woman (1933)
- Ann Vickers (1933)
- The Marines Are Coming (1934)
- Dangerous Corner (1934)
- Death Flies East (1934)
- One Hour Late (1934)
- One New York Night (1935)
- The Girl from Mandalay (1935)
- Wedding Present (1936)
- Yellow Cargo (1936)
- Ball at Savoy (1936)
- Navy Spy (1937)
- The Gold Racket (1937)
- Bank Alarm (1937)
- The Mad Empress (1939)
- One Million B.C. (1940)
- I Want a Divorce (1940)
- Forever Yours (1945)
- Adventures of Rusty (1945)
- Stage Struck (1948)
- The Vicious Circle (1948)
- Només el cel ho sap (1955)
- A Stranger in my Arms (1959))